# Елементарна хімічна реакція
Елементарна хімічна реакція (англ. elementary reaction) — хімічна реакція, що проходить без проміжних стадій. У такій реакції не спостерігається і не постулюється наявність інтермедіатів. Вона складається з одного етапу і проходить тільки в одному напрямку — від реактантів до продуктів, тобто це реакція, на шляху якої є лише один потенційний бар'єр (перехідний стан) або його нема зовсім. Такі реакції є етапами складеної реакції.